# Козельці лучні
{{#ifeq:0|0|{{#if:Tragopogon pratensis|{{#if:|[[]}}|[[]]}}}}
Козельці лучні (Tragopogon pratensis) — дворічна трав'яна рослина родини айстрових (складноцвітих).

## Опис

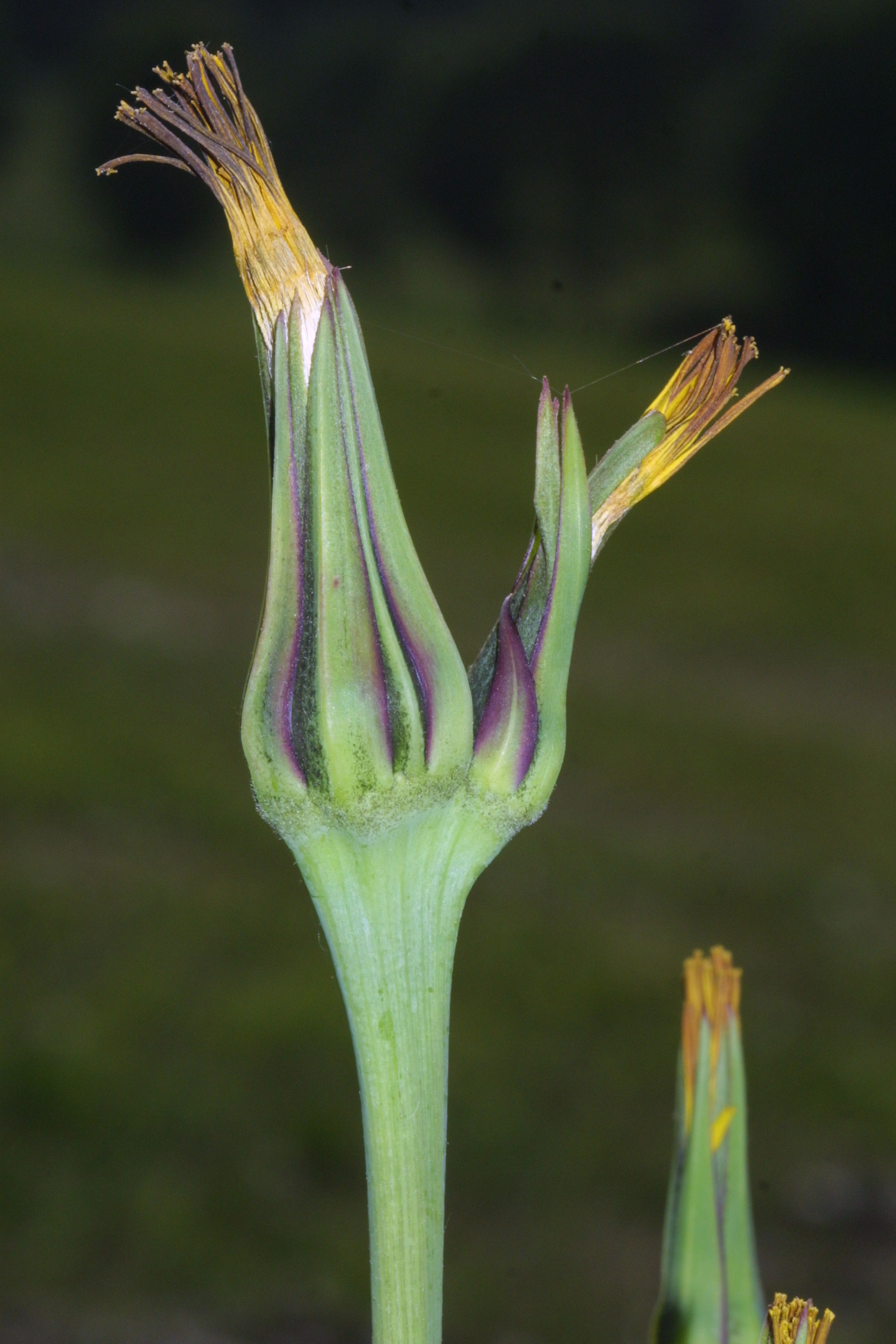

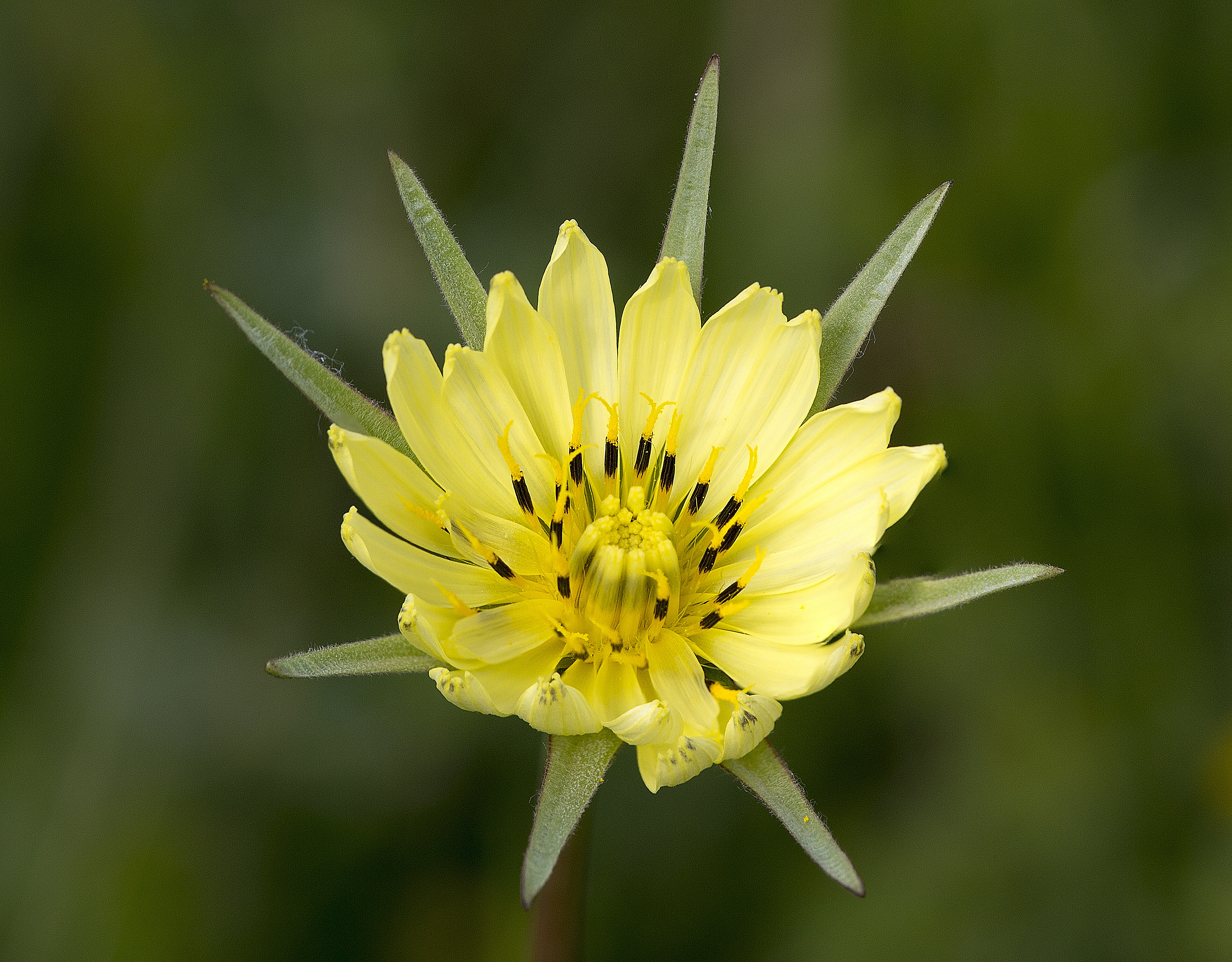
Tragopogon_pratensis — Тулузький музей

Стебло пряме, розгалужене, 30—120 см заввишки. Листки чергові, сидячі, лінійні або ланцетні, тонко-загострені, цілокраї, до основи розширені. Квітки язичкові, яскраво-жовті, з чорно-фіолетовими пиляками, у кошиках; квітконоси під кошиками трохи потовщені, листочки обгортки дорівнюють крайовим квіткам і коротші за сім'янки. Плід — сім'янка з довгим носиком або без нього; на верхівці є чубок, складений з нерівних перистих щетинок, при основі зрослих у кільце.
Цвіте у травні — вересні.

## Поширення
Козельці лучні ростуть на луках у Карпатах.

## Сировина
З лікувальною метою використовують коріння і листя.
Коріння заготовляють восени або рано навесні, викопуючи лише однорічні рослини. Рослина неофіцинальна.

## Хімічний склад
Відомо, що в коренях є крохмаль, інулін та білки. Усі частини рослини містять гіркий молочний сік.

## Фармакологічні властивості і використання
Козельці лучні використовують як діуретичний, антисептичний, протизапальний і ранозагоювальний засіб. Відвар коріння п'ють при кашлі, жовчно-кам'яній і нирковокам'яній хворобах, золотусі, сверблячці та інших захворюваннях шкіри. Для гоєння гнійних ран і виразок використовують свіже подрібнене листя рослини.
Цінують козельці і як їстівну рослину. Для їжі придатне молоде листя і коріння. З листя готують салати (як протицинготний засіб), а очищене від шкірки варене коріння використовують для вінегретів або готують, як цвітну капусту. Щоб зменшити гіркоту коріння, його вимочують півгодини в солоній воді. Порошок з листя козельців використовують узимку для заправки супів (1 чайна ложка на порцію супу).